# Musselburgh Old Course Golf Course

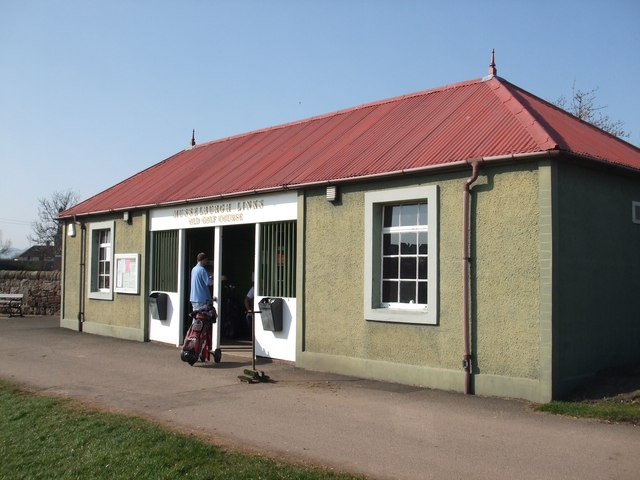
Startershuisje

De Musselburgh Old Course Golf Course wordt meestal de Musselburghs Links genoemd, en is een oude 9-holes openbare golfbaan in Schotland, niet te verwarren met de besloten Musselburgh Golf Club uit 1938.

## Geschiedenis
De Old Course is een van de oudste golfbanen ter wereld. Er is bewijs dat er al een golfbaan was in 1672, en er wordt beweerd dat Mary Stuart er in 1567 al speelde. De baan bestond toen uit 7 holes. In de 18de eeuw werd er op deze golfbaan gespeeld door diverse kleine clubs, inclusief een damesgezelschap en de Honourable Company of Edinburgh Golfers. 
Op 1 januari 1811 werd hier 's werelds eerste dames-golfwedstrijd gespeeld door een aantal vissersvrouwen.
De 8ste hole werd in 1838 aangelegd en de 9de hole in 1870. De par was 34. Dat was in die tijd voldoende om kampioenschappen te organiseren, zodat het Open er een paar keer werd gespeeld.

## Het Open
Van 1872 tot 1892 werd het Open steeds op St Andrews, Prestwick of Musselburgh Links gespeeld. Het Open is zevenmaal op Musselburgh gespeeld. De wedstrijd bestond toen uit 4 rondes, die op één dag gespeeld werden. De eerste keer wordt het Open op Musselburgh gewonnen door Mungo Park.
In 1898 werd het Schots Amateur Kampioenschap op Musselburgh gespeeld.
De baan is tegenwoordig openbaar en in handen van de East-Lothian Council.

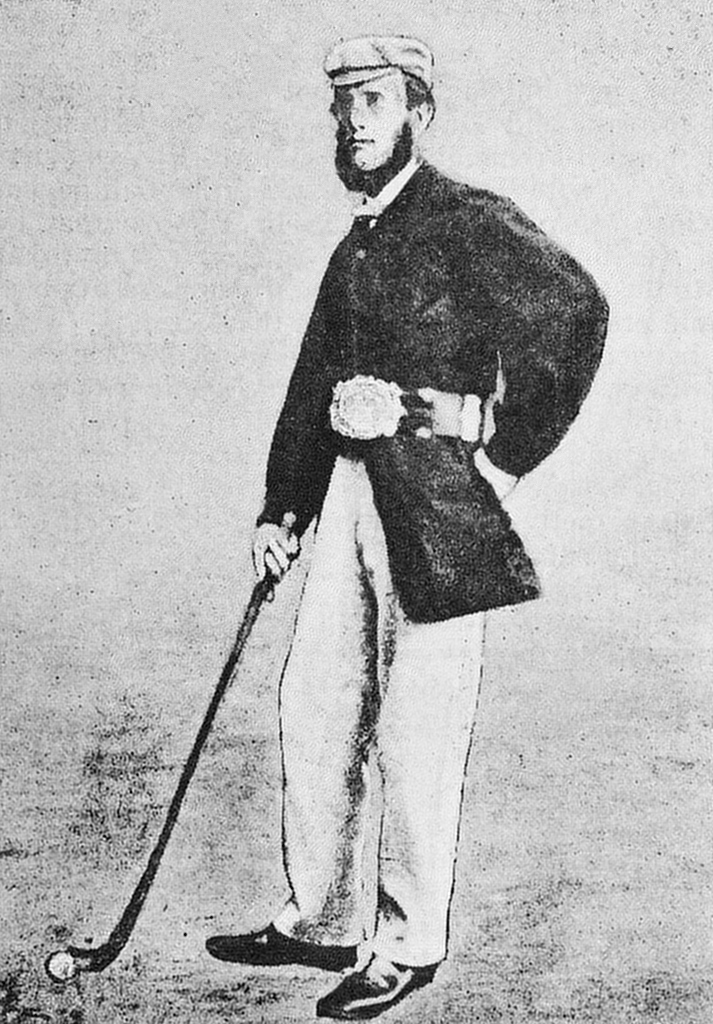
Willie Park Sr

### Winnaars
| Jaar | Winnaar         | Club      |
| ---- | --------------- | --------- |
| 1874 | Mungo Park      | Schotland |
| 1877 | Jamie Andersen  | Schotland |
| 1880 | Bob Ferguson    | Schotland |
| 1883 | Willie Ferrie   | Schotland |
| 1886 | David Brown     | Schotland |
| 1889 | Willie Park jr. | Schotland |

## Hole cutter
Musselbergh is in het bezit van een historische hole cutter (apparaat waarmee de hole wordt uitgestoken), voor zover bekend de oudste ter wereld. Hij werd in 1829 door de club voor £1 gekocht. Hij was van een koperen buis gemaakt en had een doorsnee van 14 inches. In 1894 werd deze maat als officiële maat vastgesteld.

## Scottish Hickory Open
In 2009 is de eerste editie van het Hickory Open georganiseerd. Er werd alleen met ouderwetse hickory golfclubs gespeeld. Op 29 augustus werd een 4-ball gespeeld, op 30 augustus werden twee wedstrijden gespeeld, eentje met en eentje zonder handicap verrekening.